# Čičinská
Čičinská (též Čičínská) je 281 m n. m. vysoký vrch v okrese Hradec Králové Královéhradeckého kraje. Leží asi 3 km severozápadně od města Třebechovice pod Orebem na jeho katastrálním území.

## Geomorfologické zařazení
Geomorfologicky vrch náleží do celku Orlická tabule, podcelku Třebechovická tabule a okrsku Černilovská tabule.